# Estadio Florencio Sola
El Estadio Florencio Sola es un recinto deportivo propiedad del Club Atlético Banfield, ubicado en la ciudad de Banfield, Argentina. Se sitúa entre las calles Gallo, Arenales, Granaderos y Lugano, en la provincia de Buenos Aires.
Fue construido en 1940 y se inauguró el 6 de octubre de ese año con un encuentro amistoso ante Independiente, que lo ganó por 1-0 con tanto de Arsenio Erico. El nombre del estadio es un homenaje a quien fuera presidente del club entre 1946 y 1954.
Se trata del estadio donde «El Taladro» forjó un récord de 49 partidos invictos entre 1950 y 1953. Fue considerado adelantado para la época, ya que fue el primer club de los denominados «chicos» en poseer tribunas de cemento, inclusive, antes que algunos de los equipos «grandes».

## Capacidad
En total el estadio tiene una capacidad de 34900 espectadores con los siguientes sectores detallados a continuación:
- El sector popular, llamado «Valentín Suárez», utilizado por el grueso de la afición local y su sector de platea alta.
- El sector nueva platea lateral, llamado «Eliseo Mouriño», siendo la primera tribuna completa sin ningún tipo de contención entre el campo de juego y la grada en el fútbol argentino.[4]
- El sector de plateas oficiales y palcos bautizado «José Luis Garrafa Sánchez», remodeladas en el año 2006.
- El sector popular visitante, utilizada actualmente por el público local, bautizado como «Osvaldo Fani», que cuenta con dos torres laterales de palcos y acceso a la prensa.

## Reformas

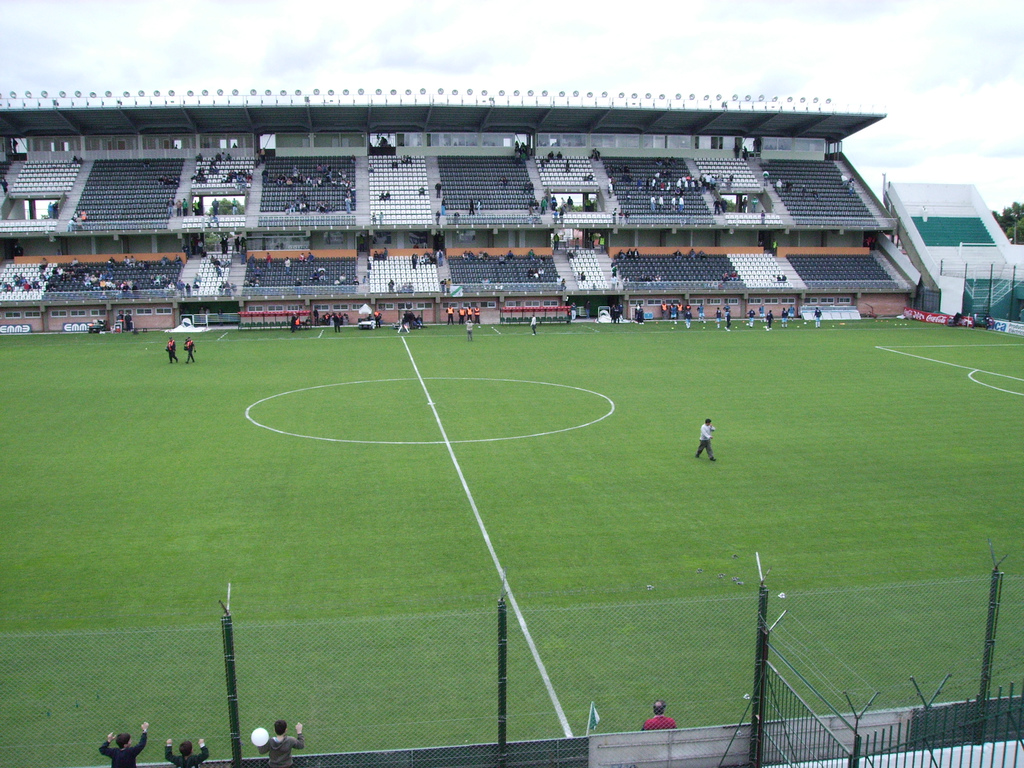
Plateas del estadio.

En el 2006 se llevó a cabo la reconstrucción del sector de plateas. Cuenta con palcos, cuatro vestuarios para los equipos, dos gimnasios de calentamiento previo, dos para los árbitros, sala de antidopaje, dos ascensores, confitería, 24 cabinas para el periodismo, y una inmejorable vista, además de oficinas administrativas. Además tiene estacionamiento, palcos, centro comercial, palier privado y balcón al frente, entrada individual para los micros del plantel local y visitante. Cámaras de vigilancia en todos los accesos al estadio y en las tribunas y plateas.
Es la quinta cancha de cemento realizada en la Argentina, solo Atlético Tucumán (1922), Independiente (1928), River (1939), Boca (1940) tuvieron anteriormente cancha de este tipo, anticipando entre otros a Estudiantes, San Lorenzo y Racing.
En 2019 se saco el alambrado de la tribuna lateral poniendo butacas para 2500 espectadores.

## Galería

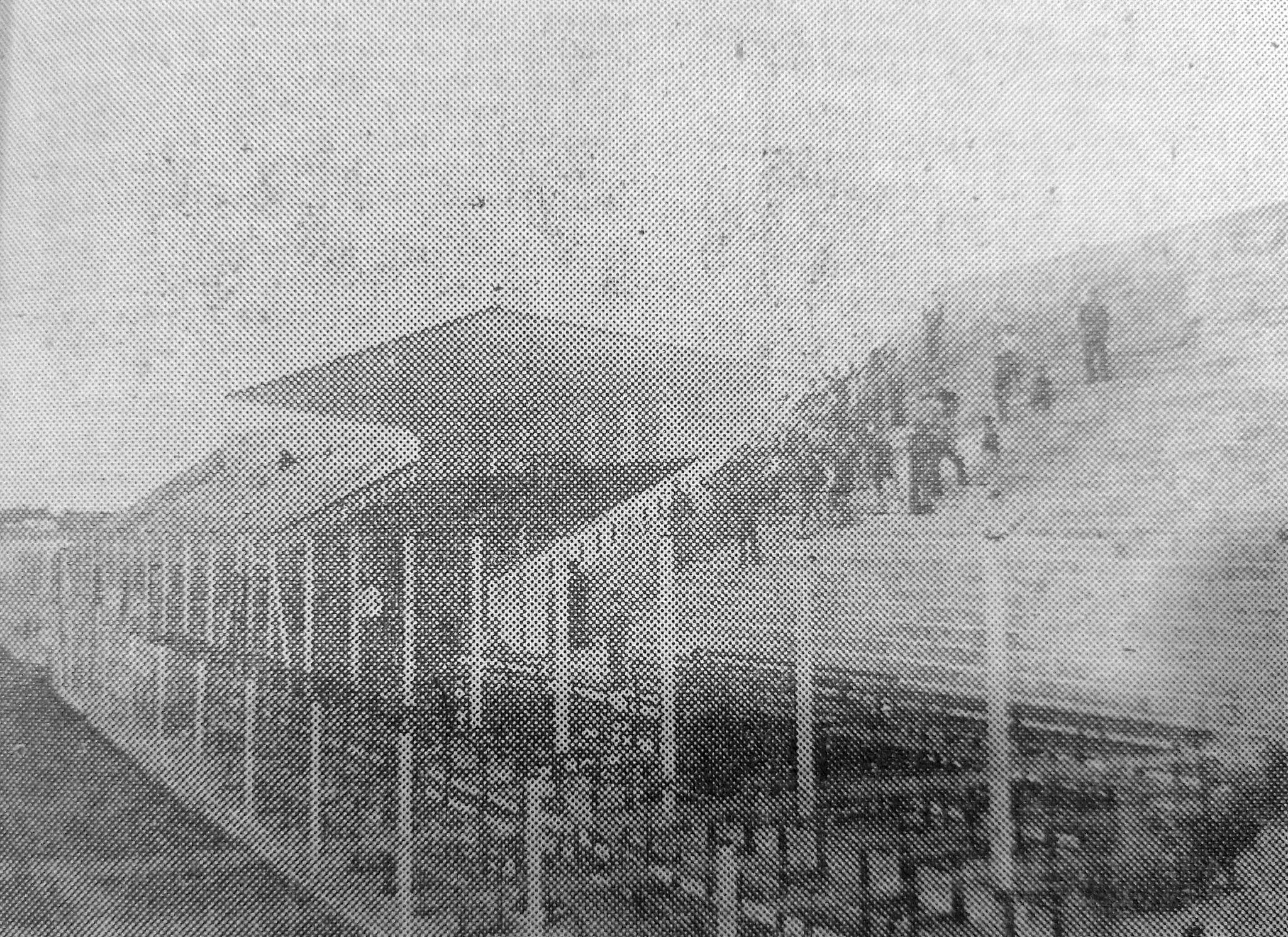
El estadio durante el día de su inauguración
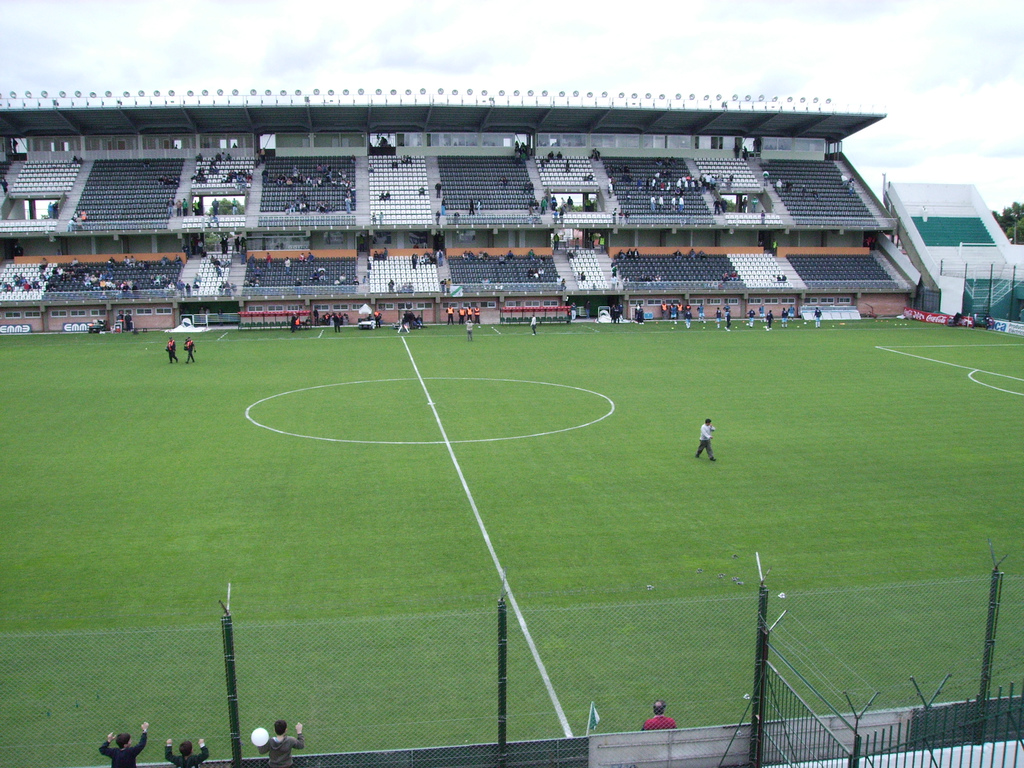
Vista de las plateas del estadio
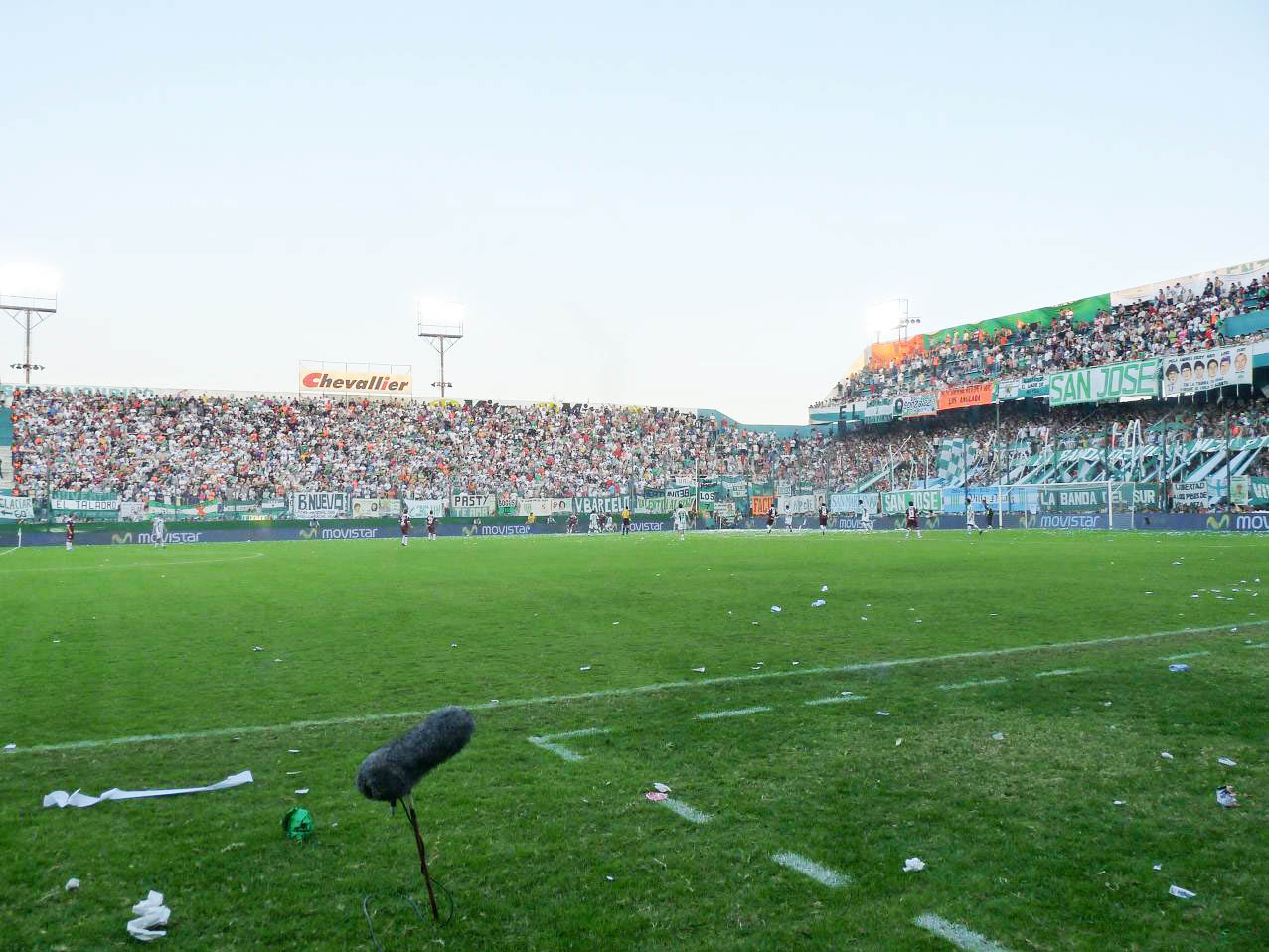
Vista de una de las populares un día de partido
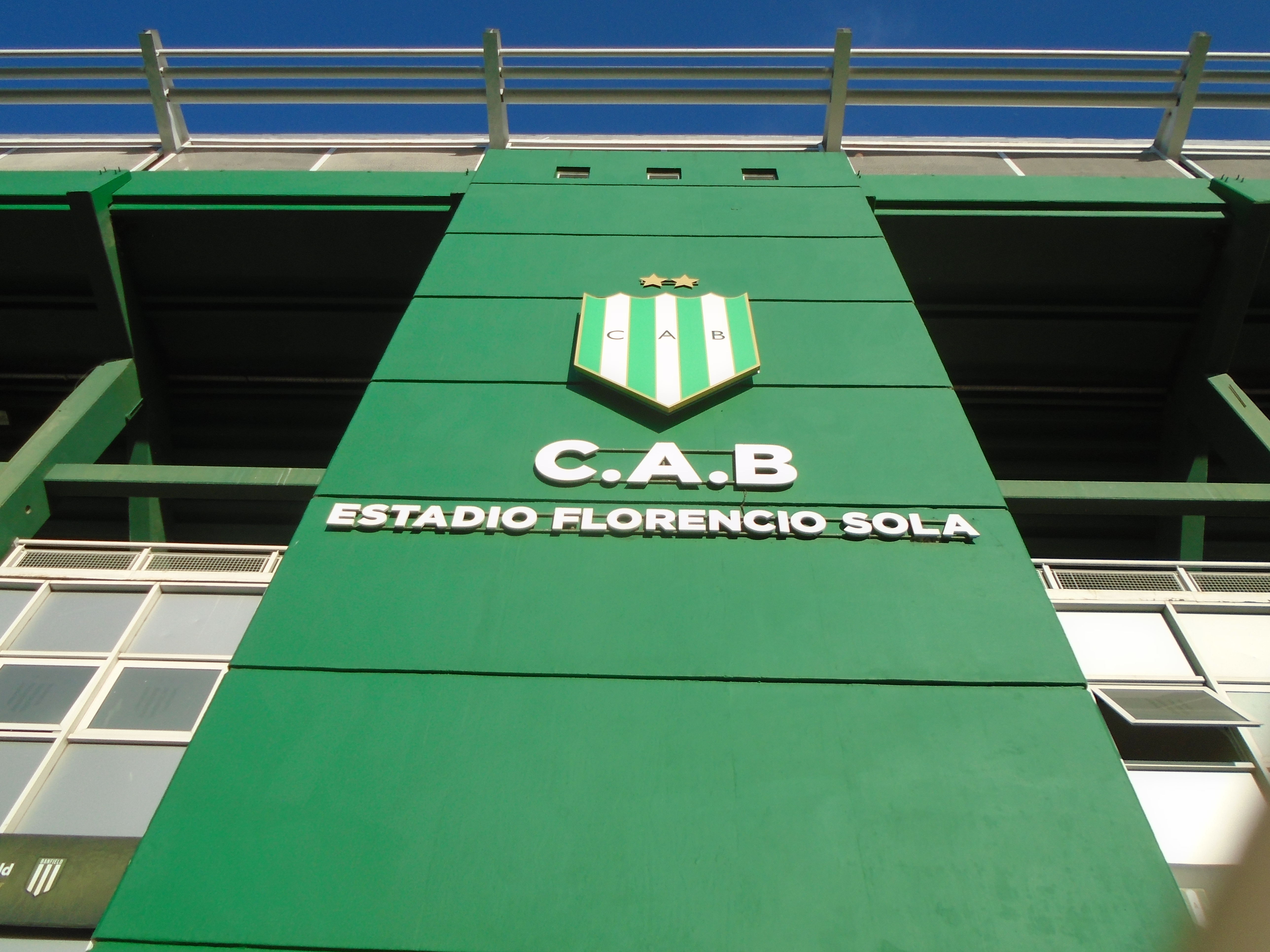
Parte de la fachada del estadio

## Eventos
En el estadio se desarrollaron tres grandes eventos, los recitales de Sabina y Serrat y el estreno de la película del jugador más importante de la historia del club: José Luis Garrafa Sánchez.

### Principales conciertos y eventos
| País                 | Artista o Evento                               | Fecha                   | Espectadores |
| -------------------- | ---------------------------------------------- | ----------------------- | ------------ |
| Bandera de España    | Concierto: Joaquín Sabina                      | 15 de abril de 2011     | 32 000       |
| Bandera de España    | Concierto: Joan Manuel Serrat                  | 15 de octubre de 2011   | 32 000       |
| Bandera de Argentina | Documental: “El Garrafa” una película de fulbo | 14 de abril de 2012     | 4200         |
| Bandera de Argentina | Final del Campeonato de Primera Nacional 2021  | 22 de noviembre de 2021 | 13 000       |